# Sweet Hitch-Hiker
«Sweet Hitch-Hiker» es una canción de la banda de rock Creedence Clearwater Revival de su álbum de 1972 del Mardi Gras. Primero fue lanzado como sencillo en 1971 y alcanzó el puesto # 6 en el Billboard Hot 100. En el Registro de Detallistas Singles Chart del Reino Unido, enarboló en # 36.
La canción fue escrita por el cantante John Fogerty, y ha sido descrito como un "clásico de John Fogerty Stomper" por el autor Hank Bordowitz .
La canción menciona a un rey grasiento, un restaurante en el Cerrito parte de California, donde la banda creció.
El lado B del sencillo fue la canción "Door to Door", escrita y cantada por Stu Cook.

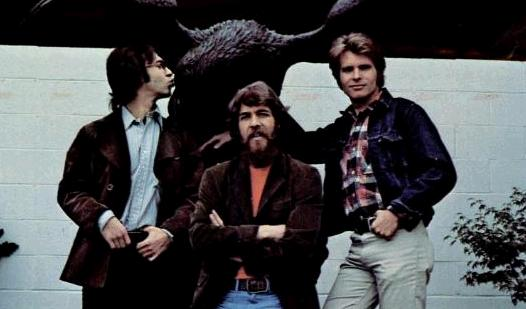
Foto de anuncio del sencillo, publicada en Billboard en 1971

- Datos: Q4353498